# Thanh Thanh Hiền
Thanh Thanh Hiền (* 1969) je vietnamská zpěvačka. Vystupovat začala v roce 1974 ve věku šesti let. Je představitelkou žánru cải lương, kterému se věnuje od roku 1990. V roce 2015 byla jmenována lidovou umělkyní. V roce 2013 navštívila Česko a vystupovala v Sapě.